# Georg Nicolaus von Lübbers

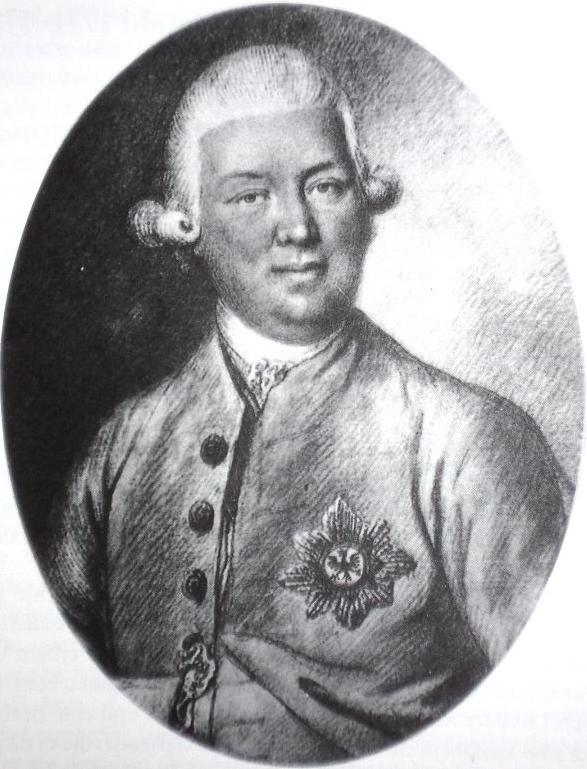
Georg Nicolaus Lübbers (1724–1788) (zeitgenössische Zeichnung) (mit dem Roten Adlerorden)

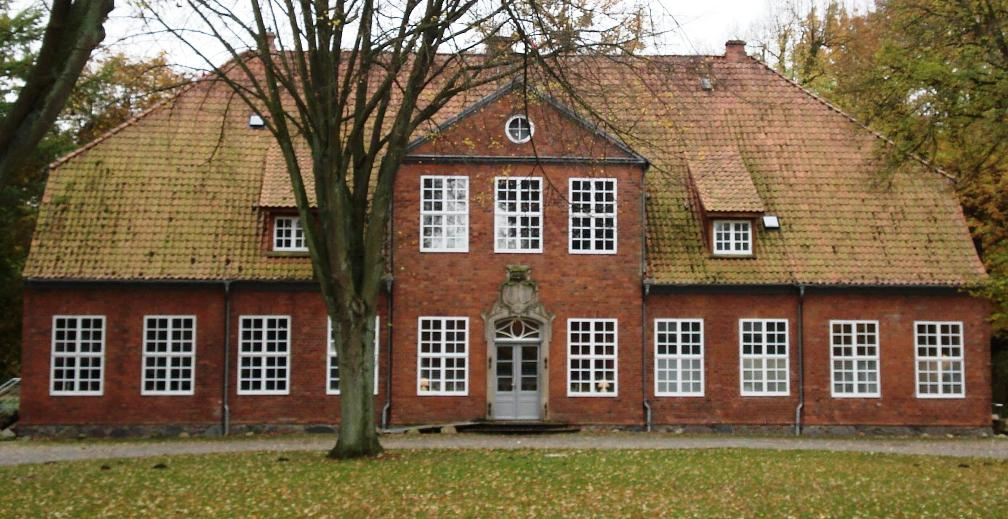
Das Herrenhaus Stockelsdorf

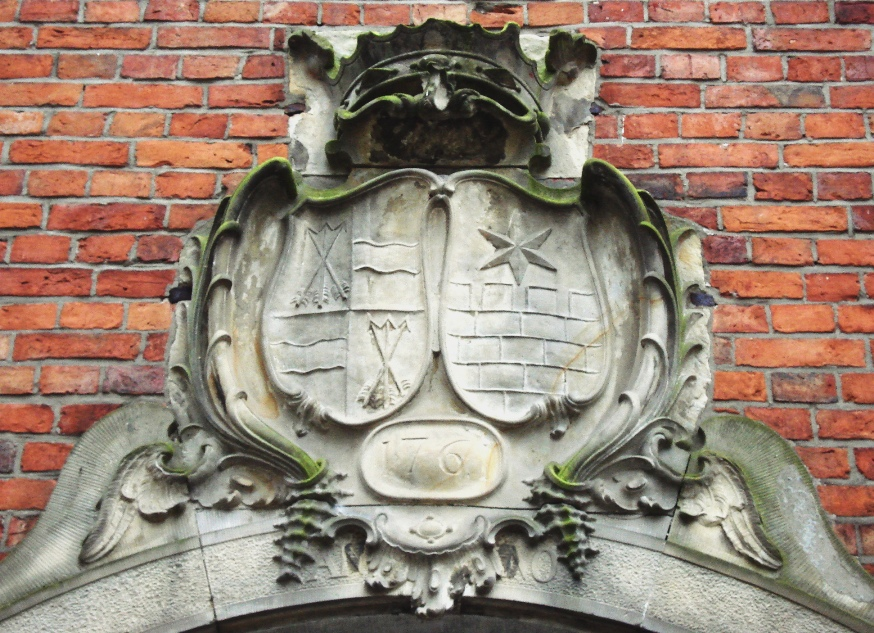
Sandsteinlement mit Allianzwappen (links das Lübbers'sche Wappen) über dem Portal des Herrenhaus Stockelsdorf

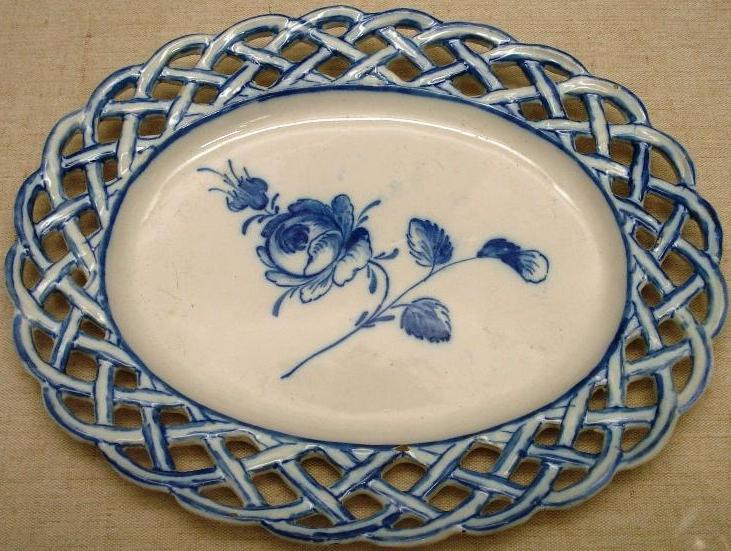
Flechtrandteller aus der Stockelsdorfer Fayencemanufaktur

Georg Nicolaus von Lübbers (* 6. April 1724 in Hamburg; † 17. Januar 1788 in Stockelsdorf) war ein deutscher Major, dänischer Etatsrat und Justizrat, Bauherr des Herrenhauses Stockelsdorf und hatte mit seinen unternehmerischen Aktivitäten einen bedeutenden Einfluss auf die Entwicklung des Ortes Stockelsdorf – insbesondere als Gründer und Eigentümer der Stockelsdorfer Fayencemanufaktur.

## Leben
Georg Nicolaus Lübbers wurde 1724 als Sohn eines bürgerlichen Kaufmannes in Hamburg geboren.
Er wurde Soldat und stand ab 1740 in niederländischem, russischem und englischem Dienst und erreichte den Rang eines Capitain. Während seines englischen Dienstes in Indien (in den Streitkräften der Britischen Ostindien-Kompanie) kam er zu Vermögen.
1759 kehrte er nach Hamburg zurück, wo er Ende des Jahres als Major in das hamburgische Militär eintrat.
1760 heiratete er Maria Catharina Baur (22. Januar 1736 – 26. September 1811) – die Tochter des Altonaer Bürgermeisters Johann Daniel Baur (1700–1774), wodurch sich sein Vermögen nochmals erhöhte.
1761 nahm Georg Nikolaus Lübbers seinen Abschied vom Militär, erwarb (von dem Lübecker Kanzleirat Lukas Klippe) das in Holstein gelegene (eines der lübschen Güter gehörende) Gut Stockelsdorf, wo er im gleichen Jahr das Herrenhaus Stockelsdorf neu errichtete und sich dort niederließ.
1770 erhielt er den Roten Adlerorden. 1772 gehörte er zu den Gründungsmitgliedern der Lübecker Johannisloge Zum Fruchthorn (später Zum Füllhorn).
In Stockelsdorf wurde Georg Nicolaus Lübbers als königlich dänischer Etatsrat und Justizrat berufen. 
Auf seinem Gutsgelände befanden sich bereits eine Brauerei und Brennerei, dem er eine Fabrik zur Herstellung von Essig hinzufügte. Ab 1775 befand sich auf dem Gut eine Fabrik die Tapeten, Spielkarten und Papier herstellte.
Die Bauern auf den zu dem Gut Stockelsdorf gehörenden Hofstellen wurden unter Georg Nicolaus Lübbers aus der Hörigkeit entlassen und bewirtschafteten ihre Hofstellen in Erbpacht.
1771/72 eröffnete er mit und auf Betreiben von Johann Georg Buchwald die Stockelsdorfer Fayencemanufaktur, für die er von der Kieler Fayencemanufaktur (neben Johann Georg Buchwald) zahlreiche Handwerker anwerben konnte. Die Produkte der Stockelsdorfer Fayencemanufaktur erreichten schnell eine Qualität auf europäischem Niveau. Georg Nicolaus Lübbers konnte durch seinen Einfluss den Produkten der Manufaktur längere Zeit den Zugang zu den Märkten in Lübeck und Dänemark ermöglichen. Der Absatz der Produkte der Manufaktur gestaltete sich ab Beginn der 1780er Jahre immer schwieriger, so dass die Lübbers' (vergeblich) versuchte die Manufaktur zu verkaufen. Letztlich wurde diese 1788 geschlossen. 
1779 trat er aus der Freimaurerloge Zum Fruchthorn aus, um mit anderen die zweite Lübecker Loge Zur Weltkugel zu gründen, der er bis zu seinem Tode angehörte.
1786 stellte Georg Nicolaus Lübbers bei Kaiser Joseph II. den Antrag auf Erhebung in den erblichen Reichsadelsstand, dem am 27. März stattgegeben wurde – so dass sich sein Familienname in von Lübbers änderte. 
Anfang 1788 starb Georg Nicolaus von Lübbers in Stockelsdorf – seine Frau Maria Catharina von Lübbers lebte dort bis 1811. Ihre Tochter Maria Catharina heiratete den Kaufmann und späteren Lübecker Bürgermeister Friedrich Nölting der so in den Besitz des Hofes Stockelsdorf kam.

## Sonstiges
- Nach der Familie von Lübbers ist die „Lübbersstraße“ in Stockelsdorf benannt.
- Aus dem Lübbers'sche Wappen wurden das Pfeilbündel in das Wappen der Gemeinde Stockelsdorf übernommen.